# مقتل النفس الزكية
مقتل النفس الزكية هي إحدى العلامات عند الشيعة الإمامية التي تسبق ظهور محمد المهدي الإمام الأخير للأئمة الاثني عشر، الذي يُعتقد أنه مبعوث له إلى مكة قبل ظهوره، وأنه سيقتل في مكة وموته من علامات ظهور محمد المهدي.
النفس الزكية هو شخص اسمه محمد بن الحسن، من نسل الحسين بن علي. يُدعى النفس الزكية إما لورعه، وإما لأنه سيُقتل بدون أي خطيئة أو جريمة.

## عند الشيعة
ورد في حديث رواه أبو بصير عن محمد الباقر أن أهل مكة لن يقبلوا ظهور المهدي، فيرسل لهم النفس الزكية كمبعوث ليبلغ رسالته الشفوية لأهل مكة.
ووفقًا للروايات، فإن مقتل النفس الزكية هو أحد علامات ظهور محمد المهدي. حسب الحديث المنسوب لجعفر الصادق أنه قال: «قَبْلَ قِيامِ الْقَائِمِ خَمْسُ عَلَامَاتٍ مَحْتُومَاتٍ: اليماني والسفياني والصيحة وقتل النفس الزكية والخسف بالبيداء».

### مكان ووقت القتل
حسب الروايات الشيعية سيقُتل من قبل أهل مكة حول الكعبة بعد أن ينقل رسالة المهدي لهم. ويذكر الشيخ الصدوق حديث منسوب لجعفر الصادق يقول: «ليس بين قيام قائم آل محمد وبين قتل النّفس الزكية إلاّ خمسة عشر ليلة».
ووفقًا للمعتقدات الشيعية فإن مقتل النفس الزكية هي علامة ستحدث قبل ظهور محمد المهدي، الذي سيقتل بين الركن ومقام إبراهيم.

## عند السنة
ورد حديث ضعيف في مسند ابن أبي شيبة يذكر النفس الزكية يقول: «حَدَّثَنَا عَبْدُ اللَّهِ بْنُ نُمَيْرٍ، قال: حَدَّثَنَا مُوسَى الْجُهَنِيُّ، قال: حَدَّثَنِي عُمَرُ بْنُ قَيْسٍ الْمَاصِرُ، قال: حَدَّثَنِي مُجَاهِدٌ، قَالَ: حَدَّثَنِي فُلَانٌ رَجُلٌ مِنْ أَصْحَابِ النَّبِيِّ صَلَّى اللَّهُ عَلَيْهِ وَسَلَّمَ: " أَنَّ الْمَهْدِيَّ لَا يَخْرُجُ حَتَّى تُقْتَلَ النَّفْسُ الزَّكِيَّةُ، فَإِذَا قُتِلَتِ النَّفْسُ الزَّكِيَّةُ غَضِبَ عَلَيْهِمْ مَنْ فِي السَّمَاءِ وَمَنْ فِي الْأَرْضِ، فَأَتَى النَّاسَ الْمَهْدِيُّ، فَزَفُّوهُ كَمَا تُزَفُّ الْعَرُوسُ إِلَى زَوْجِهَا لَيْلَةَ عُرْسِهَا، وَهُوَ يَمْلَأُ الْأَرْضَ قِسْطًا وَعَدْلًا، وَتُخْرِجُ الْأَرْضُ نَبَاتَهَا وَتُمْطِرُ السَّمَاءُ مَطَرَهَا، وَتَنْعَمُ أُمَّتِي فِي وِلَايَتِهِ نِعْمَةً لَمْ تَنْعَمْهَا قَطُّ»، وقد علل علماء الحديث السنة هذه الرواية. قال الألباني في السلسلة الضعيفة: «والنفس الزكية لقب محمد بن عبد الله بن حسن الهاشمي، وقد قيل: إن أهل بيته سموه بالمهدي، فلا يبعد أن يكون هذا الأثر من وضع بعض أتباعه وأنصاره في قيد حياته إنذارا لأعدائه، أو بعيد وفاته، وقد قتله أبو جعفر المنصور، لما خرج عليه بالمدينة، فبعث إليه عيسى بن موسى فقتله».